# علی الکف
علی الکف (عربی: علی محمد الکف السید؛ ۱۵ ژوئن ۱۹۰۶ – ۱۹۷۹) یک بازیکن فوتبال اهل مصر بود.